# Bloggy
Bloggy var en svensk mikroblogg skapad av programmeraren Jonas Lejon. Tjänsten lanserades i september 2008 till följd av att Jaiku la ner sin verksamhet.
I samband med lanserandet var intresset för Bloggy stort och Schibstedt visade intresse för att köpa tjänsten. Med tiden blev Bloggy omsprunget av Twitter i popularitet bland de svenska internetanvädnarna. Tjänsten lades ner 2015 och då hade 12 625 120 inlägg skrivits och 90 000 konton fanns registrerade.
År 2009 hamnade Jonas Lejon tack vare Bloggy på plats 9 när Internetworld utsåg årets entreprenörer.